# Koleta
Koleta (franc. Colette) – pierwotnie zdrobniała forma imienia Nikoleta, powstałego od Nikoli, żeńskiego odpowiednika Mikołaja. Koleta jest imieniem znanym w Polsce od dawna, dzięki funkcjonującemu na ziemiach polskich zakonowi żeńskiemu.
W Polsce imię rzadkie. W drugiej połowie XIX wieku nieco rozpowszechnione było na półwyspie helskim. W styczniu 2025 r. w rejestrze PESEL, wśród publicznie dostępnych danych dotyczących osób żyjących, wykazano 125 kobiet o imieniu Koleta nadanym jako imię pierwsze oraz 62 kobiety noszące imię Koleta jako imię drugie. Dla porównania, najbardziej popularne imię żeńskie – Anna – nosi ponad milion osób.  
Koleta imieniny obchodzi 6 marca, na pamiątkę św. Kolety Boylet, urodzonej we Francji mniszki, założycielki zakonu koletek/koletanek, zreformowanych klarysek.

## W innych językach
Imię Koleta w innych językach – przykłady:
- łacina – Coleta
- angielski – Colette
- czeski – Koleta, Koletta
- francuski – Colette
- hiszpański – Coleta
- niemieckl – Coleta, Coletta, Colette, Koleta, Koletta
- szwedzki – Colette
- węgierski – Koletta, Coletta
- włoski – Coletta.

## W kulturze
- W Krakowie istnieje ulica Koletek[8] (przy Wiśle i stadionie klubu sportowego Nadwiślan, równoległa do ulicy Dietla, kończy się przy pomniku psa Dżoka).